# Vestalis amabilis
Vestalis amabilis – gatunek ważki z rodziny świteziankowatych (Calopterygidae). Endemit Borneo.